# عزت روح‌بخش
عزت روحبخش (۱۲۸۷–۱۳۶۸)از خوانندگان ایرانی بود.

## زندگی
عزت روحبخش اهل آشتیان و از شاگردان علی‌خان نایب‌السلطنه بود.
او در شانزده‌سالگی با بازی در نمایش خسرو و شیرین و اُپرت دخترک بت‌پرست وارد عرصهٔ هنر شد، اما خوانندگی را با رادیو آغاز کرد.
در سال ۱۳۱۹ خ توسط حسین تهرانی به رادیو رفت و شاگرد علی‌اکبر شهنازی، سلیمان روح‌افزا و ابوالحسن صبا شد.
روحبخش سال‌ها با رادیو همکاری کرد. وی مدت‌ها با ارکستر برادران وفادار همکاری می‌کرد. قبل از روحبخش، فروغ سهامی و پرخیده (وی بازیگر سینما هم بود) با ارکستر مجید وفادار (نام ارکسترش را برادران وفادار گذاشته بود) همکاری می‌کردند.
مهم‌ترین دلیل کمبود آثار وی این است که بانو روحبخش بیشتر برای آرشیو شخصی خود ترانه‌هایش را ضبط می‌کرد و کمتر آنها را به بازار عرضه می‌کرد.
نواب صفا دربارهٔ شروع کار خود می‌گوید: 
«ذوق ترانه‌سرایی، آن زمان که بیست و یک سال داشتم در من پا گرفت، اما هیچ آهنگ‌ساز و خواننده‌ای را نمی‌شناختم. ابتدا روی چند ترانه کُردی و کرمانشاهی که می‌دانستم شعر فارسی گذاشتم که یکی از آنها بسیار شهرت یافت، ترانهٔ "موسم گل شد وقت گل چیدن" است. کریم فکور که آن روزها دانشجوی رشته حقوق بود (حدوداً سال ۱۳۲۴) مرا راهنمایی کرد که به خانم روحبخش مراجعه کنم. خانهٔ روحبخش در خیابان سی‌متری بود. وقتی ترانه‌ام را برایش خواندم، با آنکه از شعر چیزی نفهمید، احساس خوشایندی به او دست داد. سرانجام ارکستر وفادار این ترانه را اجرا کرد که اتفاقاً بر سر زبان‌ها افتاد و بدین ترتیب به جرگهٔ ترانه‌سرایان پیوستم».
 روحبخش با مجید وفادار در بغداد صفحه‌هایی پر کرده‌است.
ناصر زرآبادی، عباس شاپوری، مهدی تاکستانی، مرتضی گرگین‌زاده و قاسم جلالیان از دیگر کسانی بودند که در سال‌های اولیه تأسیس رادیو با روحبخش همکاری داشتند.
روحبخش در سال ۱۳۶۸ زندگی را وداع گفت و در امامزاده طاهر (کرج) به خاک سپرده شد.

## آثار
- موسم گل (مجید وفادار)
- ای تیر غمت (علی‌اکبر شیدا)
- عاشق و شیدا
- کبوتر بهشتی (حسین صمدی)
- تنها بیا
- گله از تو (حسین صمدی)
- گل پامچال (براساس آهنگ محلی، شعر سید جعفر مهرداد، تنظیم آهنگ عباس شاپوری)
- ای بلبل نازم
- یار
- دم گاراژ بودم
- گل سپیدم
- دریا
- درد جدایی (عباس شاپوری)
- دلم می‌خواد
- گل سرخ و سپید
- یک شب از بی‌خوابی
- گل صحرایی
- گشتم دیوانه
- پیمان مشکن
- شادم
- تا کی
- رهزن دل‌ها
- جان دلبر
- گلم ای عزیز دلم
- نگاه او
- مینا(عباس شاپوری)
- لیلی جان
- کجایی کجایی (عباس شاپوری)
- اشک خونین (عباس شاپوری)
- ای پریوش
- شهربانو
- موطلایی (خدیوی)
- گلهای جاویدان ۲ در مایه بیات زند
- برگ سبز ۲۵ در آواز بیات ترک